# Hung Shih-han
Hung Shih-han (chinesisch 洪詩涵 / 洪诗涵, Pinyin Hóng Shīhán, * 18. Januar 1990) ist eine taiwanische Badmintonspielerin. 

## Karriere
Hung Shih-han gewann 2008 die Greece International im Dameneinzel. 2009 wurde sie bei der Badminton-Weltmeisterschaft 17. in der gleichen Disziplin. Bei den Asienspielen 2010 wurde sie 9. im Einzel.

## Sportliche Erfolge
| Saison | Veranstaltung        | Disziplin   | Platz | Name          |
| ------ | -------------------- | ----------- | ----- | ------------- |
| 2008   | Greece International | Dameneinzel | 1     | Hung Shih-han |
| 2009   | Weltmeisterschaft    | Dameneinzel | 17    | Hung Shih-han |
| 2010   | Asienspiele          | Dameneinzel | 9     | Hung Shih-han |